# Jürgen Dormann

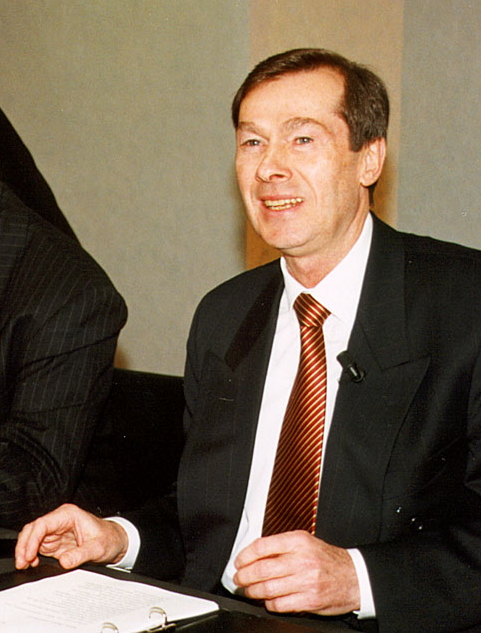
Jürgen Dormann auf der Bilanzpressekonferenz der Hoechst AG in Frankfurt/Main am 18. März 1999

Peter Jürgen Dormann (* 12. Januar 1940 in Heidelberg) ist ein ehemaliger deutscher Manager.

## Karriere

### Hoechst
Nach Abschluss seines Studiums der Wirtschaftswissenschaften in Köln, Berlin, Würzburg, Basel und Heidelberg als Diplom-Volkswirt wurde Jürgen Dormann 1963 von der Hoechst AG als Management-Trainee angestellt. Er war zunächst im Verkauf tätig, wechselte aber 1965 in den Faserbereich. 1975 wurde Dormann zum stellvertretenden Abteilungsleiter der kaufmännischen Direktionsabteilung berufen und leitete von 1980 bis 1984 die Zentrale Direktionsabteilung.
1984 wurde Dormann Mitglied des Vorstands der Hoechst AG und übernahm die Leitung des Geschäftsbereichs Feinchemikalien und Farben. Ab 1987 war er als Nachfolger von Hans Reintges für die Vorstandsressorts Finanz- und Rechnungswesen, Informatik und Kommunikation sowie die Region Nordamerika verantwortlich.
1994 löste Dormann Wolfgang Hilger als Vorstandsvorsitzenden der Hoechst AG in Frankfurt am Main ab und war damit der erste Nicht-Chemiker in dieser Position. Mitte 1995 begann er die Ausgliederung von Geschäftsbereichen und Tochtergesellschaften in selbständige Gesellschaften bzw. deren Verkauf an andere Unternehmen, so 1997 die Spezialchemikalien an die Schweizer Clariant, sowie eine Fokussierung verbleibender Geschäftsbereiche auf „life science-Kerngeschäfte“ (Pharma und Agrochemie). Bis 1998 verschlechterten sich die Konzerngewinne stetig.
1999 fusionierte er den verbliebenen Pharmabereich der Hoechst AG mit seinem früheren Wettbewerber Rhône-Poulenc S.A. zur Aventis S.A. Die Existenz von Hoechst war damit beendet. Dormann erhielt einen Sitz im Vorstand von Aventis.
Der Untergang von Hoechst ist kritisch betrachtet worden, wobei neben der komplexen Struktur Dormanns Fokus auf shareholder value und der Verkauf profitabler Zweige des Konzerns maßgeblich zum Ende von Hoechst beitrugen.

### Nach Hoechst
2003 wechselte Dormann vom Vorstand in den Aufsichtsrat der Aventis. Von September 2002 bis Dezember 2004 leitete Dormann zusätzlich als Chief Executive Officer (CEO) die Asea Brown Boveri (ABB) und war von 2001 bis 2007 deren Verwaltungsratspräsident. Nachdem Aventis im Jahr 2004 durch den Konkurrenten Sanofi-Synthélabo übernommen worden war, wurde Jürgen Dormann beim neugebildeten gemeinsamen Unternehmen sanofi-aventis von 2005 bis 2008 Vizepräsident des Aufsichtsrats.
Im November 2008 trat Dormann die Nachfolge von Ulrich Bremi als Präsident des Stiftungsrates der ETH Zürich Foundation an.
Am 18. August 2009 wurde Jürgen Dormann in einer außerordentlichen Generalversammlung der Sulzer AG für eine Dauer von drei Jahren zum Verwaltungsratspräsidenten gewählt. Er erhielt 97,4 Prozent der Aktionärsstimmen (56,8 Prozent des Aktienkapitals war vertreten). Im März 2013 wurde er durch Manfred Wennemer abgelöst.

## Frühere Mandate
- Metall Zug AG: ehemaliger Präsident des Verwaltungsrats
- V-Zug AG: ehemaliger Präsident des Verwaltungsrats
- BG Group: ehemaliger Verwaltungsrat von 2005 bis 2010
- IBM: ehemaliger Verwaltungsrat von 1996 bis 2003 und von 2005 bis 2008
- Adecco: ehemaliger Verwaltungsrat von 2004 bis 2008 (Präsident von 2007 bis 2008)

## Privates
Dormann ist verheiratet und Vater von vier Kindern.

## Auszeichnungen
- Manager des Jahres 1995 (Manager Magazin 1994)

- Chemieunfall. In: Capital. 22. September 2014, abgerufen am 23. Juni 2024: „[...] gilt als der erste deutsche Manager, der sich allein auf die Steigerung des Shareholder-Values konzentrierte – auch wenn dabei das Unternehmen unterging.“

## Werke
- The Dormann Letters. Hrsg.: ABB. 2005., beschrieben im Handelsblatt